# Esporte Clube Santo André
Maillots
Dernière mise à jour : 10 février 2025.
Le Esporte Clube Santo André est un club brésilien de football basé à Santo André dans l'État de São Paulo.

## Historique
- 1967 : fondation du club

## Palmarès
- Coupe du Brésil (1) :
  - Vainqueur : 2004

- Championnat du Brésil de Série B (0) :
  - Vice-champion : 2008

- Championnat du Brésil de Série C (0) :
  - Vice-champion : 2003

- Copa FPF (1) :
  - Vainqueur : 2003

- Campeonato Paulista (0) :
  - Vice-champion : 2010

- Campeonato Paulista Série A2 (3) :
  - Champion : 1975, 1981, 2008

## Joueurs emblématiques
- Magrão
- Luís Pereira
- Éverton Santos
- Rômulo
- Hernanes